# Nordiska filmdagarna Lübeck
Nordiska filmdagarna Lübeck (tyska: Nordische Filmtage Lübeck)  är en filmfestival för nordisk och baltisk film som arrangeras i november varje år i den nordtyska staden Lübeck.

## Om festivalen
Nordiska filmdagarna Lübeck är en av världens äldsta filmfestivaler och den enda europeiska filmfestival som är helt tillägnad film från länderna i norra Europa. De nordiska filmdagarna startades 1956 av föreningen Lübecks filmklubb och 1971 övertog Lübeck stad huvudmannaskapet för festivalen. De nordiska och baltiska staternas filminstitutioner är medarrangörer.
Festivalen arrangeras i början av november varje år och är både en utåtriktad, publik filmfestival och en mötesplats för den nordiska och europeiska filmindustrin.
Under de nordiska filmdagarna visa långfilmer, dokumentärer och kortfilmer. Varje år presenteras dessutom en retrospektiv kring en betydande filmperson, ett specifikt tema eller en särskild filmgenre. Festivalen har även ett omfattande filmprogram för barn och ungdom. 

### Filmpriser
Vid festivalen delas följande filmpriser ut:
- Bästa långfilm
- Publikpriset
- Bästa dokumentärfilm
- Barnjuryns filmpris (juryn består av 4 personer under 12 år)
- Baltiska filmpriset till bästa nordiska/baltiska långfilm
- Kyrkans pris för långfilm
- Bästa barn- och ungdomsfilm
- Bästa kortfilm producerad i nordtyskland